# Friedhof Hermannstraße

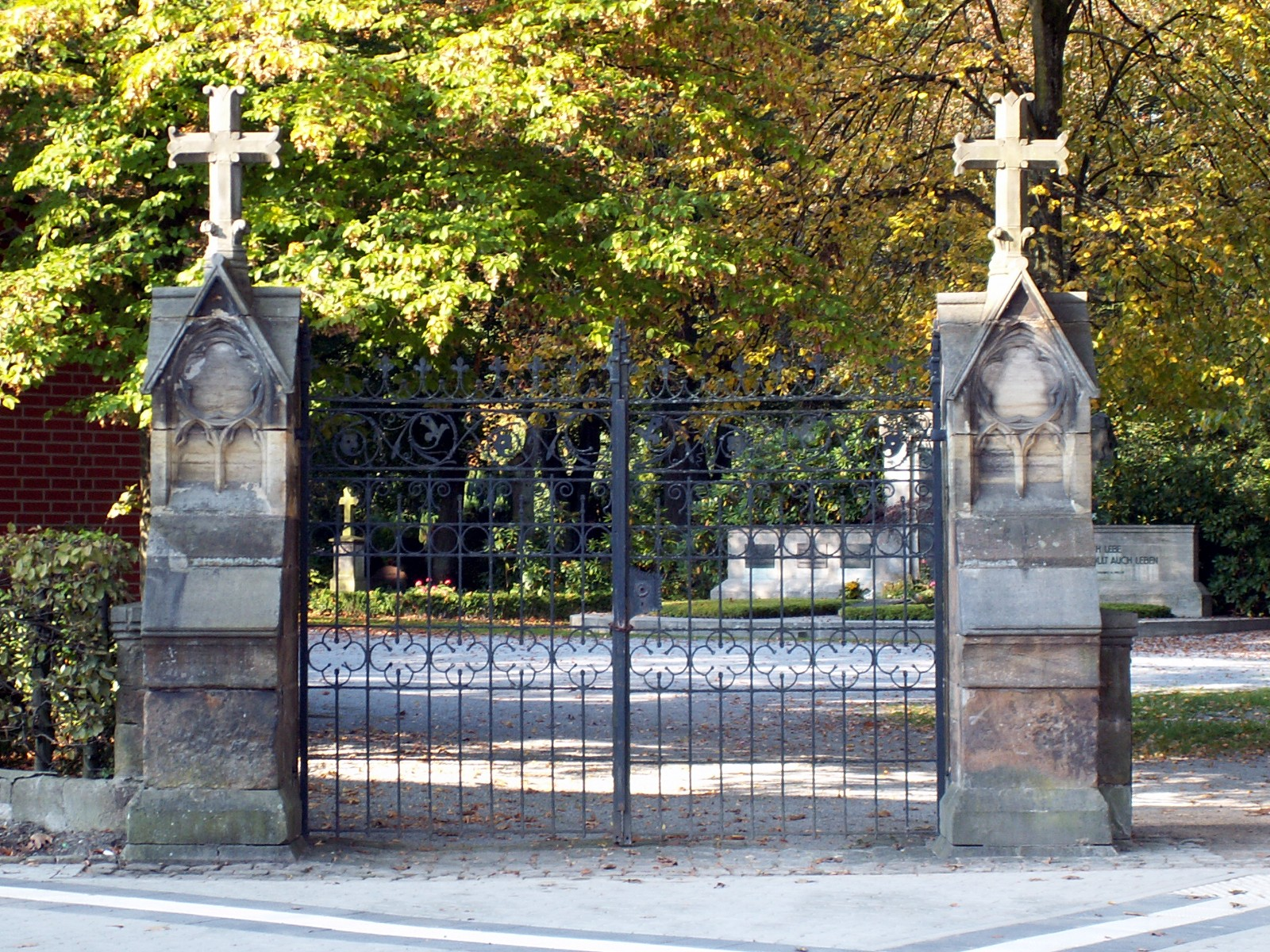
Eingangstor (2011)

Der Friedhof Hermannstraße ist ein 1873 geschaffener Friedhof im ostwestfälischen Herford. Der Friedhof steht als bedeutendes Zeugnis der Friedhofskultur der Gründerzeit unter Denkmalschutz. 

## Geschichte
1873 war der 1808 eröffnete Alte Friedhof am Eisgraben belegt. Für die Erweiterung kaufte die Stadt zwei Grundstücke auf. Auf einem Areal von ca. 9 Morgen plante der Oeynhauser Architekt Tornow eine Anlage, durch die mehrere, gerade verlaufende Wege den Friedhof in sieben Felder aufteilten. Auch das Hochkreuz und das Friedhofstor stammen von Tornow. Die Friedhofskapelle entstand 1891 nach Plänen des Stadtbaumeisters Schuckert. Am 19. März 1873 wurde der Friedhof eingeweiht. Bis 1908 wurde durch Grundstückszukäufe der Friedhof auf seine heutige Größe gebracht. Dann waren alle Reserven erschöpft. Um 1910 begannen die Planungen für einen neuen, großen Zentralfriedhof, dem 1924 eingeweihten Friedhof Ewiger Frieden.
Der Friedhof Hermannstraße ist Zeitzeuge der stürmischen Entwicklung, die Herford nach Gründung des Deutschen Reiches nahm. Bedeutende Herforder Bürger, Politiker und Industrielle wurden hier beerdigt. Viele Namen sind untrennbar mit der jüngeren Stadtgeschichte verbunden. Z. B. Rose, Quentin, Weddigen, Brandt, Siveke, Höpker-Aschoff, Wemhöner und Ernstmeier.
1971 wurde geplant, dass die Nutzung des Friedhofes in den 1980er Jahren auslaufen sollte. Aus der Anlage sollte eine Parkanlage geschaffen werden. Gegen diesen Beschluss wandte sich 1984 eine Bürgerinitiative. 1988 wurde der Beschluss von 1971 wieder aufgehoben, so dass noch heute hier Bestattungen durchgeführt werden können. 
2018 wurde ein Mausoleum fachgerecht renoviert.

## Galerie

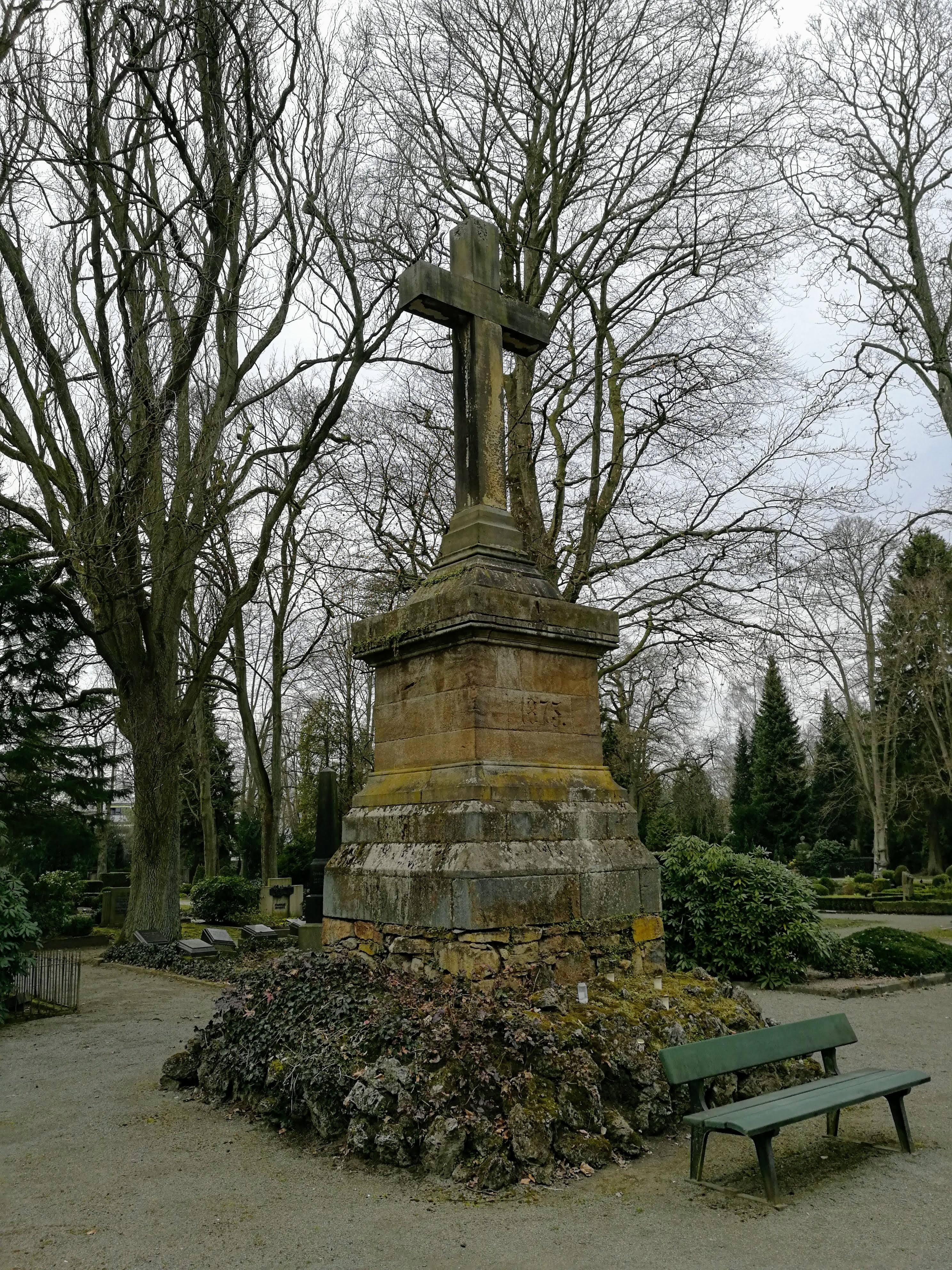
Monumentalkreuz Friedhof Hermannstraße
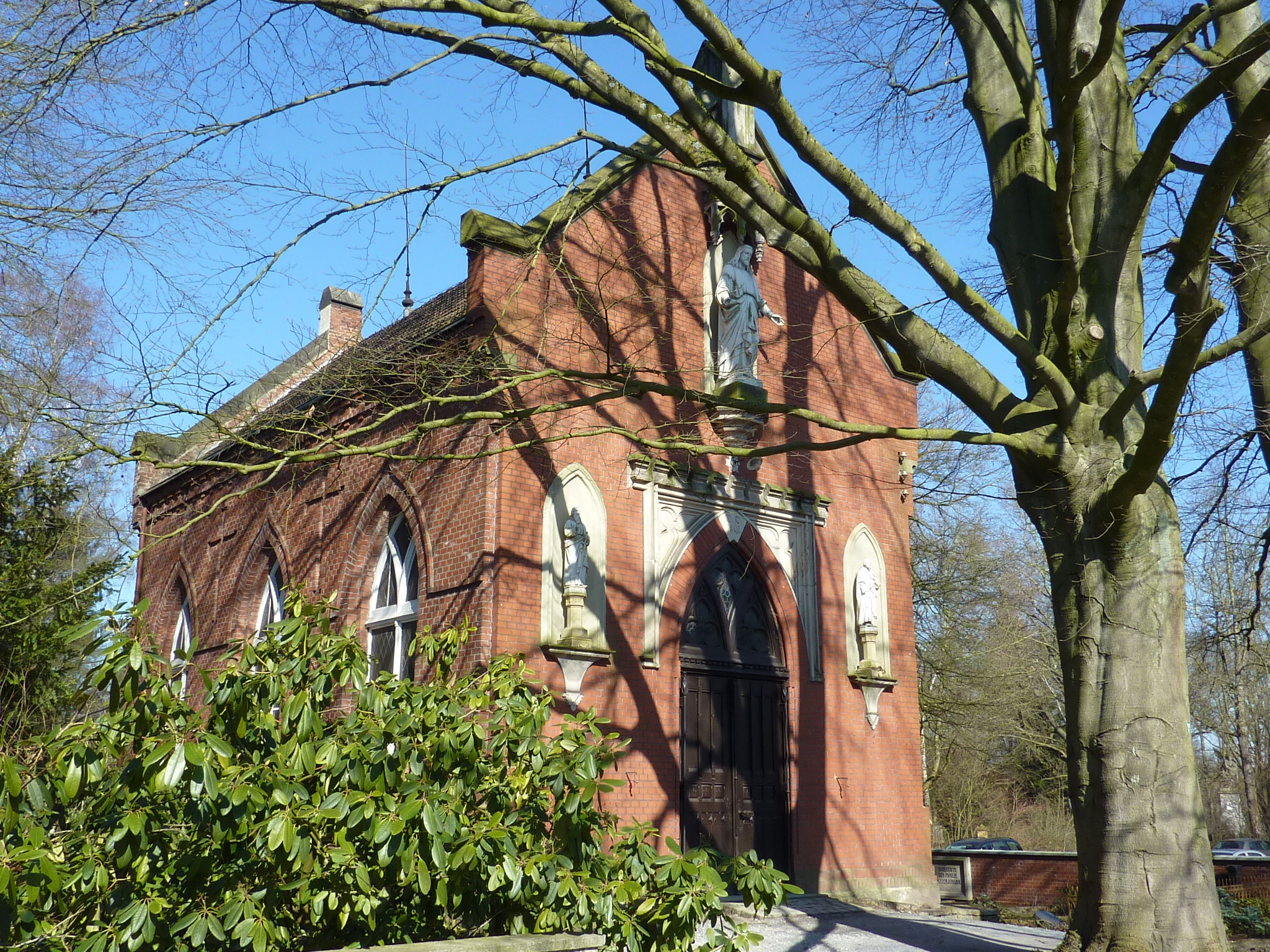
Herford Kapelle Friedhof Hermannstraße aus dem Jahre 1891
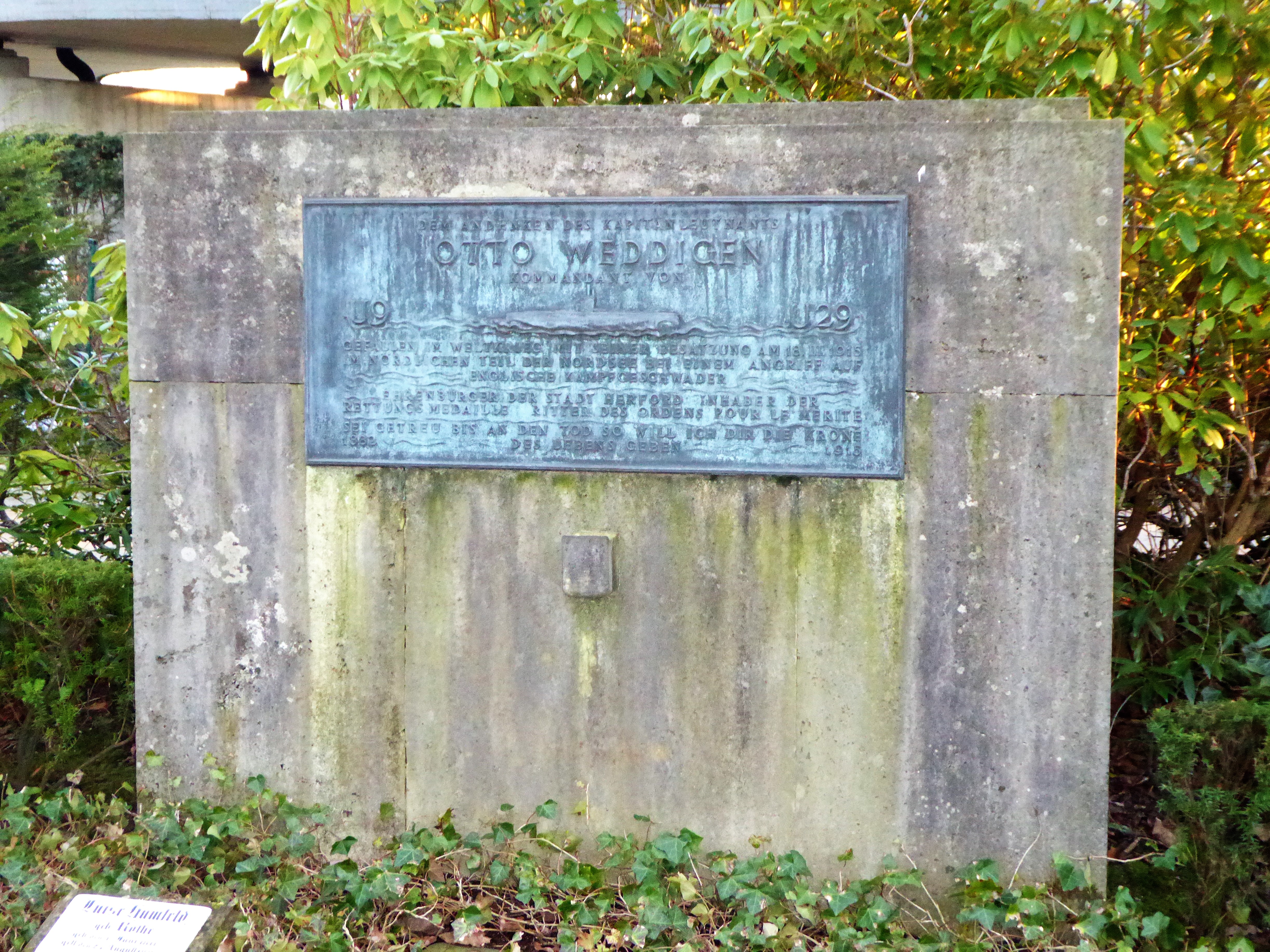
Grabstein Otto Weddigen
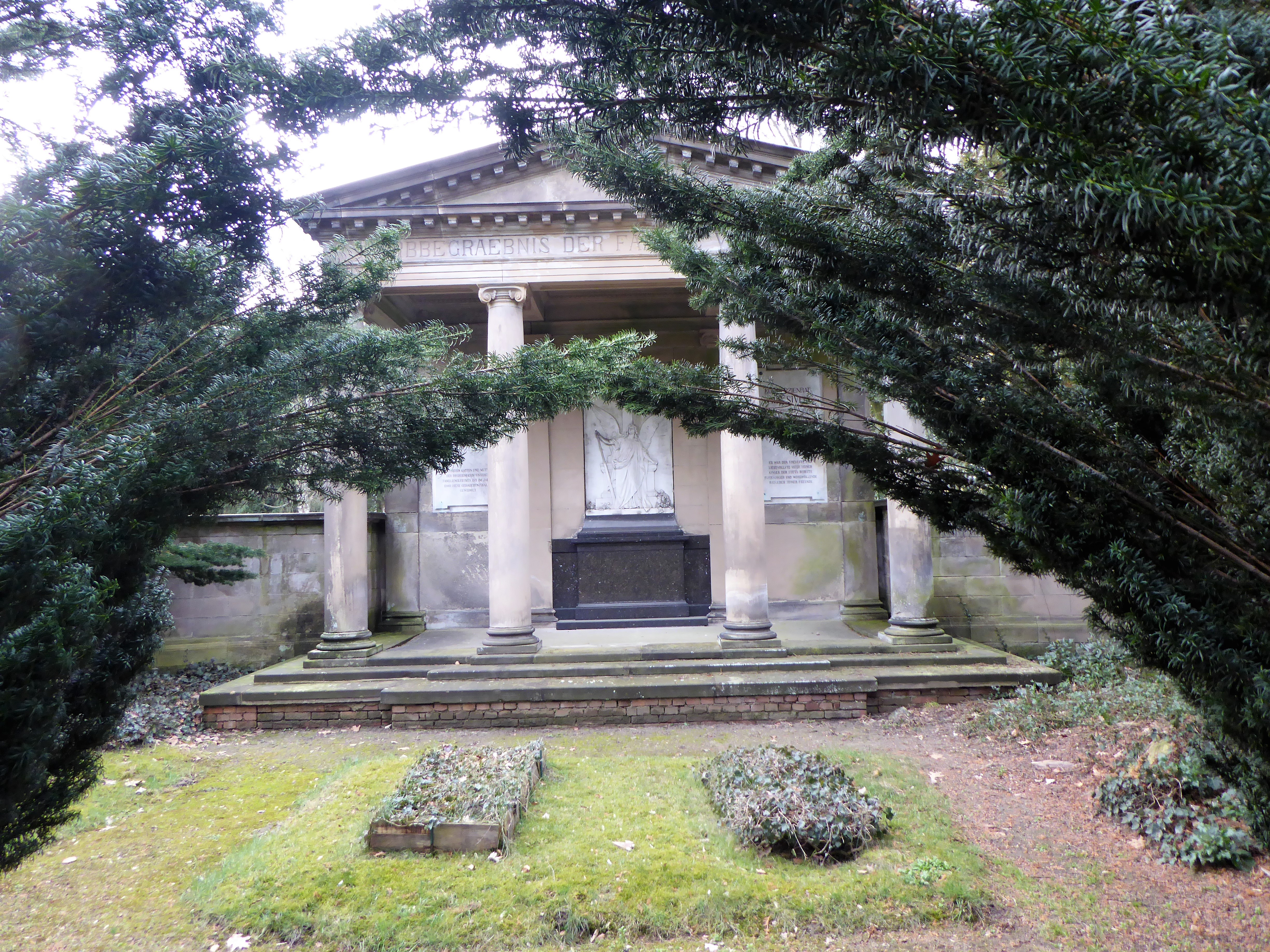
Friedhof Hermannstraße Erbbegräbnis der Familie Wilh. Siveke
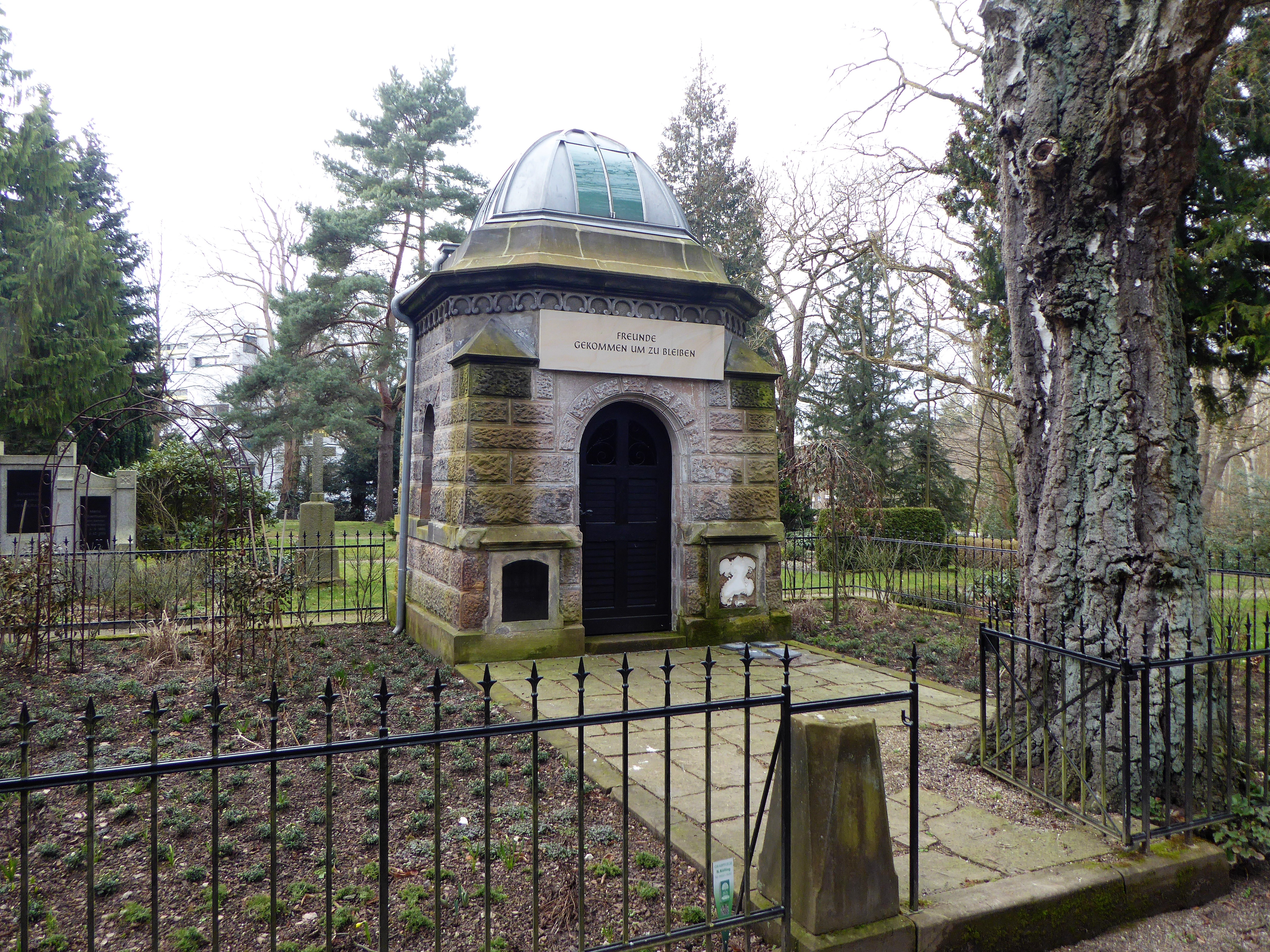
Renoviertes Mausoleum